# Canton de Metz-Ville-1
Le canton de Metz-Ville-1 est une ancienne division administrative française située dans le département de la Moselle en région Lorraine.
Le canton a été supprimé lors du redécoupage de 2014 entré en application lors des élections départementales de mars 2015.

## Géographie
Il était situé au nord de Metz et correspondait aux quartiers des Îles, de Devant-les-Ponts et de la Patrotte Metz-Nord.

## Représentation

### Conseillers généraux de 1833 à 2015
| Période | Période      | Identité                                                    | Étiquette                            | Qualité |
| ------- | ------------ | ----------------------------------------------------------- | ------------------------------------ | --- |
| 1833    | 1842 (décès) | Baron Gilbert Dufour                                        |                                      | Intendant militaire puis Conseiller à la Cour d'appel de Metz Maire de Metz (1839-1842) Pair de France |
| 1842    | 1852         | Baron Gustave Dufour (fils de Gilbert Dufour) - (1801-1887) |                                      | Conseiller à la Cour royale de Metz |
| 1852    | 1858         | Baron Joseph Sers fils (1820-1884)                          |                                      | Ancien Préfet de l'Eure, Censeur de la Banque de France |
| 1858    | 1868 (décès) | Eugène Marlier                                              |                                      | Conseiller à la Cour |
| 1868    | 1870 (décès) | Pierre Eugène Sèchehaye                                     |                                      | Juge de paix au Tribunal de Thionville, Conseiller à la Cour d'Appel |
| 1871    | 1919         | Annexion allemande                                          |                                      | |
| 1919    | 1924 (décès) | Nicolas Jung                                                | URL                                  | Enseignant Adjoint, puis maire de Metz (1922-1924) |
| 1924    | 1928 (décès) | Henri Maret                                                 | URL                                  | Médecin Premier adjoint au maire de Metz |
| 1928    | 1931         | Albert Hussenet                                             | Rad.                                 | Instituteur public |
| 1931    | 1937         | Léon Burger (1898-1988)                                     | SFIO                                 | Médecin à Metz |
| 1937    | 1940         | Robert Wolff                                                | candidat unique des droites (PPF)    | Médecin à Metz, Président du PPF |
| 1940    | 1944         | Annexion allemande                                          |                                      | |
| 1945    | 1949         | Léon Burger                                                 | Front national (Résistance) app. PCF | Médecin à Metz Vice-président du Conseil général (1947-1949) |
| 1949    | 1961         | Charles Goulon                                              | RPF puis DVD                         | Adjoint au maire de Metz |
| 1961    | 1967         | Robert Wolff                                                | DVD                                  | Médecin |
| 1967    | 1979         | Joseph Paté                                                 | RI puis UDF-PR                       | Avocat Président de l'Union républicaine lorraine |
| 1979    | 1985         | Daniel Delrez                                               | PS                                   | Avocat, conseiller municipal de Metz |
| 1985    | 1998         | Pierre Ferrari                                              | UDF                                  | Doyen de la faculté de droit de Metz |
| 1998    | 2015         | Dominique Gros                                              | PS                                   | Ingénieur spécialisé dans la protection de l’environnement et de la lutte contre la pollution des eaux Maire de Metz (2008-2020) Suppléant du député Gérard Terrier (1997-2002) Elu en 2015 dans le Canton de Metz-1 |

### Conseillers d'arrondissement (de 1833 à 1940)
Pas de conseillers d'arrondissement de 1919 à 1925.
| Période                                  | Période | Identité                           | Étiquette              | Qualité |
| ---------------------------------------- | ------- | ---------------------------------- | ---------------------- | --- |
| 1833                                     |         | Jean-François Pidancet (1795-1870) | Majorité ministérielle | Conseiller à la Cour royale de Metz, député (1845-1848)                                                     |
|                                          |         |                                    |                        | |
| 1852                                     |         | M. Marlier                         |                        | Conseiller à la Cour d'appel                                                                                |
|                                          |         |                                    |                        | |
| 8 mai 1927                               | 1928    | Eugène Goulon                      | Conservateur           | Serrurier-constructeur, conseiller municipal de Metz Élu au bénéfice de l'âge                               |
| 1928                                     | 1940    | François Krummenacker              |                        | Directeur d'école à Metz                                                                                    |
| 1940                                     |         |                                    |                        | Les conseils d'arrondissement ont été suspendus par la loi du 12 octobre 1940 et n'ont jamais été réactivés |
| Les données manquantes sont à compléter. |         |                                    |                        | |

## Composition
Le canton comprenait une fraction de la commune de Metz. Il comptait 22 712 habitants (population municipale) au 1er janvier 2012.
| Nom              | Code Insee | Intercommunalité      | Population (dernière pop. légale)                |
| ---------------- | ---------- | --------------------- | ------------------------------------------------ |
| Metz (chef-lieu) | 57463      | Eurométropole de Metz | Fraction : 22 712(2012) Commune : 117 619 (2014) |

## Démographie
| 1962 | 1968 | 1975 | 1982 | 1990 | 1999 | 2009 |
| ---- | ---- | ---- | ---- | ---- | ---- | ---- |
| -    | -    | -    | -    | -    | -    | -    |